# Yuta Nakamoto
Yuta Nakamoto (中本悠太 Nakamoto Yūta?,  Kadoma, Osaka, 26 de octubre de 1995), conocido profesionalmente como Yuta (en coreano: 유타) es un cantante, rapero y actor japonés bajo la compañía SM Entertainment. Es miembro del grupo surcoreano NCT; debutó en la segunda unidad fija del grupo, NCT 127, en 2016 y en la primera subunidad rotacional, NCT U, en 2020. Hizo su debut como solista con el EP Depth el 13 de noviembre de 2024.

## Carrera

### 2024: Debut como solista
En septiembre de 2024 se anunció que Yuta haría su debut como solista con el lanzamiento del EP Depth el 13 de noviembre del mismo año. El 3 de octubre, el álbum fue publicado en plataformas digitales junto con el video del sencillo principal «Off The Mask». Como parte de la promoción del disco, se realizó el evento YUTA Solo Debut Showcase Tour ～ HOPE ～ en Japón entre el 5 y 27 de octubre; incluyó cinco ciudades, inició en Fukuoka y finalizó en Kadoma. También se lanzó un libro de fotografías titulado Now.

## Discografía

### EPs
| Año                                                                                    | Álbum | Posicionamiento en listas | Posicionamiento en listas | Certificaciones | Ventas |
| Año                                                                                    | Álbum | JPN                       | JPN                       | Certificaciones | Ventas |
| Año                                                                                    | Álbum | Hot                       | Oricon                    | Certificaciones | Ventas |
| -------------------------------------------------------------------------------------- | --- | ------------------------- | ------------------------- | --------------- | ------ |
| 2024                                                                                   | Depth - Lanzamiento: 13 de noviembre de 2024 - Discográfica: SM Entertainment, Avex Trax - Formato: CD, descarga digital, streaming | 20                        | —                         |                 |        |
| «—» indica que el álbum no alcanzó posición alguna o no fue lanzado en ese territorio. | |                           |                           |                 |        |

### Sencillos
| JPN                                                                                |     |                   |       |      |   |       |
| Título                                                                             | Año | Posición más alta | Álbum |      |   |       |
| Título                                                                             | Año | «Off The Mask»    | Álbum | 2024 | — | Depth |
| «—» indica que el sencillo no alcanzó posición alguna o no fue lanzado en el país. |     |                   |       |      |   |       |

| Título (Canciones)                          | Año  | Fecha      | Posición más alta                                 | Álbum                             |
| ------------------------------------------- | ---- | ---------- | ------------------------------------------------- | --------------------------------- |
| Twisted Paradise                            | 2025 | 14/05/2025 | #1 Chart de canciones de Chile #1 Ranking de MUMI | Twisted Paradise SM Entertainment |
| When i'm not around                         |      |            |                                                   |                                   |
| Off the Mak (LIVE AT TOKYO DOME CITY HALL)  |      |            |                                                   |                                   |
| BAD EUPHORIA (LIVE AT TOKYO DOME CITY HALL) |      |            |                                                   |                                   |

## Filmografía

### Cine
| Año  | Programa                     | Rol        | Notas           | Ref   |
| ---- | ---------------------------- | ---------- | --------------- | ----- |
| 2022 | High&Low The Worst X (Cross) | Ryo Suzaki | Papel principal | [ 7 ] |

### Televisión
| Año  | Programa           | Rol             | Notas           | Ref   |
| ---- | ------------------ | --------------- | --------------- | ----- |
| 2023 | Play It Cool, Guys | Hayate Ichikura | Papel principal | [ 8 ] |